# جیسون میلر (نمایش‌نامه‌نویس)
جیسون میلر (انگلیسی: Jason Miller؛ ۲۲ آوریل ۱۹۳۹ – ۱۳ مهٔ ۲۰۰۱) هنرپیشه و نمایش‌نامه‌نویس اهل ایالات متحده آمریکا بود.
از فیلم‌هایی که وی در آن نقش داشته‌است، می‌توان به پارادوکس لِـیک، جن‌گیر، جن‌گیر ۳، عالی‌جناب، نور روز و رودی اشاره کرد.